# Leucauge conifera
Leucauge conifera este o specie de păianjeni din genul Leucauge, familia Tetragnathidae, descrisă de Hogg, 1919. Conform Catalogue of Life specia Leucauge conifera nu are subspecii cunoscute.